# Aage Birch
Pour les articles homonymes, voir Birch.
Aage Birch est un skipper danois né le 23 septembre 1926 à Søllerød et mort le 13 février 2017.

## Carrière
Aage Birch obtient une médaille d'argent olympique de voile en classe Dragon aux Jeux olympiques d'été de 1968 à Mexico.